# Socialist Register
A Socialist Register független újbaloldali évkönyv, melyet Ralph Miliband és John Saville alapított 1964-ben. Minden év októberében jelenik meg angol nyelven. Jelenleg Leo Panitch, Greg Albo és Vivek Chibber szerkeszti, munkájukat elismert kutatók, nemzetközi szerkesztői kollektívája segíti. Tematikus számai viszonylag terjedelmes, interdiszciplináris jellegű tanulmányok publikálásával globális áttekintést nyújtanak.

## Külső hivatkozások
- Honlap